# Efate albobicinctus
Efate albobicinctus är en spindelart som beskrevs av Lucien Berland 1938. Efate albobicinctus ingår i släktet Efate och familjen hoppspindlar. Inga underarter finns listade i Catalogue of Life.